# Vicente Pizarro
Vicente Tomás Pizarro Durcudoy (ur. 5 listopada 2002 w Vitacurze) – chilijski piłkarz występujący na pozycji defensywnego pomocnika, reprezentant Chile, od 2021 roku zawodnik Colo-Colo.
Jest synem Jaime Pizarro, również piłkarza.